# Oppenweiler

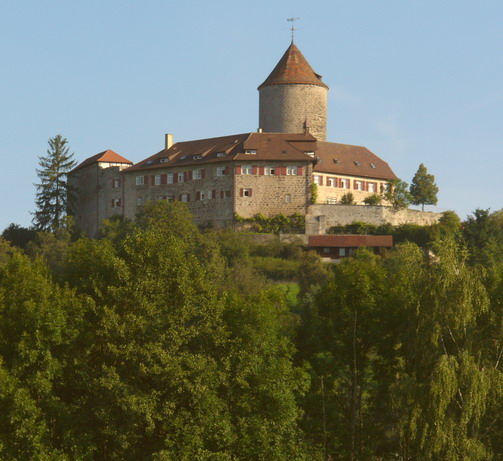
Zamek Reichenberg

Oppenweiler (do 1942 Reichenberg) – miejscowość i gmina w Niemczech, w kraju związkowym Badenia-Wirtembergia, w rejencji Stuttgart, w regionie Stuttgart, w powiecie Rems-Murr, wchodzi w skład wspólnoty administracyjnej Backnang. Leży nad rzeką Murr, ok. 20 km na północny wschód od Waiblingen, przy drodze krajowej B14, na terenie Lasu Szwabsko-Frankońskiego.

## Współpraca
Miejscowość partnerska:
- Dornburg/Saale – dzielnica Dornburg-Camburg, Turyngia